# Баноджа
Баноджа (груз. ბანოჯა) — село в Грузии, в Имеретии, Цхалтубский муниципалитет, расположено к западу от Кутаиси, недалеко от дороги на Цхалтубо. Высота над уровнем моря 200 метров.

## Достопримечательности
Через село проходит дорога к Сатаплийским пещерам и заповеднику, где сохранились следы динозавров. Пещеры и следы были обнаружены жителями села.
В Баноджа родился композитор Мелитон Баланчивадзе, отец хореографа Джорджа Баланчина и композитора Андрея Баланчивадзе
В селе прошли детские годы Резо Габриадзе, часть действия фильма-воспоминания «Знаешь, мама, где я был?» происходит в Баноджа.